# Sol Ixent
Sol Ixent va ser un setmanari català publicat en llengua catalana, publicat entre 1911 i 1923 pel Centre Regionalista de Badalona, del qual en va ser portaveu. De caràcter conservador i dretà, va defensar sempre els postulats de la Lliga Regionalista, a la qual representava i, per tant, va defensar sempre les idees catalanistes i regionalistes d'aquest partit. A banda d'articles polítics, alguns dels quals van ser a causa dels enfrontaments amb altres publicacions com Gent Nova, va tenir-ne altres de caràcter divers.
Va ser una publicació informativa de caràcter totalment polític com a portaveu del centre regionalista badaloní, adscrit a la Lliga Regionalista i, per tant, veu d'aquest partit, i defensor de les seves idees sobre l'autonomisme que s'havia d'implantar a Catalunya. Exaltava el nacionalisme, de fet, es va presentar al públic d'aquesta manera: «abans que tot y per sobre de tot Sol Ixent serà badaloní... Ab parla catala qu'es la nostra, sembrarem para que arribim ben fonda la moral y la tradició de la nostra Pàtria... En las lluites de política general, Sol Ixent ab tota serenitat y reflexió propogarà la Santa nova salvadora de la nostra terra, fita la mirada en el bé integral de Catalunya i en la prosperitat y avenç de la nostra volguda ciutat... la somniada Badalona rica y plena de pau y germanor, serà la finalitat nostra.» D'altra banda, es va fer ressò de la mort d'Enric Prat de la Riba el 4 d'agost de 1917, la qual va definir com «una pèrdua irreparable. La figura capdal del Nacionalisme, el definidor més lleial de les essències nacionals... acaba d'extinguir-se amb l'augusta serenitat que sols és atorgada als elegits de l'Altíssim.»
Publicació defensora dels postulats polítics de la Lliga Regionalista, i de fet les polèmiques i disputes amb altres publicacions badalonines van ser constants, especialment amb d'altres també catalanistes, com Gent Nova. En tot cas, es definien com a elements d'ordre i de dreta, contraris a radicals i esquerrans, tant és així que afirmaven que «No votant la nostra candidatura es vota contra Catalunya.» Tanmateix, més enllà dels seus tints polítics, el seu contingut va ser divers, amb articles de caràcter general, també n'incloïa sobre notícies i fets de la ciutat, a més de molts altres escrits de caràcter literari, teatral, esportius i un llarg etcètera. Fins i tot hi van aparèixer articles de societat i religió. Entre els seus col·laboradors hi hagué Josep Granger, Enric Prat de la Riba, Josep Queralt, entre d'altres. La publicitat, per la seva banda, no va ocupar mai més d'un 10% del total publicat.
Pel que fa a qüestions formals, Sol Ixent sempre es va publicar en català, i tota la publicació era íntegrament en aquesta llengua, tret de quan s'incloïen els anuncis oficials. No va publicar números extres, i va ser conservadora respecte a l'aspecte material del setmanari. S'imprimia a la Imprenta y Litografia Guardiola, ubicada al carrer d'Arnús de Badalona, després traslladada a la carretera Reial. A més, no va ser de caràcter intermitent, sinó que va tenir continuïtat de publicació, només va patir una interrupció considerable des del 18 de novembre de 1919 fins al 3 de febrer de 1920, segons el setmanari era una suspensió involuntària.
El setmanari va desaparèixer a causa del d'estat de Miguel Primo de Rivera. El darrer número publicat va ser el 571, el 22 de setembre de 1923, la publicació que va haver de passar per la censura, va quedar amb un 20% del seu contingut prohibit, amb nombrosos espais en blanc on només hi resava la frase: «Passat per la censura militar.»